# Annona symphyocarpa
Annona symphyocarpa Sandwith – gatunek rośliny z rodziny flaszowcowatych (Annonaceae Juss.). Występuje naturalnie w Wenezueli, Gujanie oraz Brazylii (w stanach Amazonas, Amapá, Pará, Roraima). 

## Morfologia
PokrójZimozielone drzewo dorastające do 4–25 m wysokości.
LiścieMają kształt od eliptycznego do owalnego. Nasada liścia jest ostrokątna. Wierzchołek jest spiczasty.
OwoceTworzą owoc zbiorowy. Mają zielonoszarawą barwę. Są gładkie i mają areole. Osiągają 4–5 cm długości oraz 6–7 cm średnicy.

## Biologia i ekologia
Rośnie w lasach i na brzegach rzek. Występuje na wysokości do 1800 m n.p.m.